# Pajor Gáspár
Pajor Gáspár (?, 1767 – ?, 1840. május 30.) (Királyi, 1766 v. 1767 – Szentendre,  1840 májusa) író, szerkesztő, orvos.

## Életpályája
1766-ban vagy 1767-ben született a Gömör megyei Királyiban református vallású nemesi családban. Édesapja Pajor Gáspár, édesanyja pedig Bárczy Borbála. 1787–1788-ban Pesten elkezdte jogi tanulmányait. Kitűnő tanuló volt. Az 1788–1789-es tanévben beiratkozott az egyetem orvosi karára is. 1795. december 19-én orvossá avatták. Kármán Józsefet valószínűleg az egyetemen ismerte meg, ahol egy időben voltak hallgatók. Az Uránia működésének ideje alatt még nem tudta eldönteni, hogy melyik hivatásnak szentelje az életét, azonban hosszas gondolkodás után, az orvosi pályát választotta. Gyakorló orvosként Szentendre (Pest megye) városában telepedett le, ahol feleségül vette Lovcsánszky Ilonát, aki a város egyik legjelentősebb kereskedőcsaládjából származott.  A házasság miatt Ilona egyik rokona beperelte őt többféle váddal is, mint például káromlás, erkölcstelenség és pénzéhség. Mindez azért történhetett, mert a rokon volt Ilona addigi gyámja, és féltette a vagyont. A vádakat azonban nem tudták megfelelően bizonyítani, ezért Pajor házassága folytatódhatott. Hat gyermekük született: Antal, Titusz, Amilia, Lívia, Kornél és Kamill. Közülük Titusz volt az, aki aktívan részt vett a hivatali életben, Pest megye szolgabírája volt. 1794–1795  között az Uránia egyik szerkesztője volt Kármán József mellett. 1818-ban táblabíróvá választották. Idővel anyagi helyzete megromlott. 1840 májusában  halt meg Szentendrén.

### Származása
Pajor Gáspár német eredetű, magyar nemesi családból származott. A család nemességét I. Lipót 1659. szeptember 10-én kiadott címeres nemeslevele bizonyítja, amelyet Pajor Györgynek állítottak ki.

## Munkássága
1794–95-ben Kármán József mellett ő volt az egyik szerkesztője az úttörő jellegű, Uránia című magyar nyelvű irodalmi folyóiratnak. A folyóirat célja a női olvasók számának gyarapítása, valamint Pest irodalmi központtá szervezése volt. Közönség hiányában azonban a harmadik szám után megszűnt. Több cikk az ő kézjegyével jelent meg, de mind a szerkesztés, mind az írás terén a nagyobb részt Kármán vállalta. Írásait P. r. aláírással publikálta.

### Műfordításkötetei
1793-ban Egy hazafi néven lefordította Moses Mendelssohn német gondolkodó Fédon vagy a lélek halhatatlanságáról c. munkáját, amely a lélek halhatatlanságának bölcseleti érveit a legmagasabb színvonalon fogalmazta meg. Cenzori kifogásra azonban át kellett dolgoznia a francia forradalom elveit hirdető részeket.  A mű különös szerepet kapott az 1790-es évek rendi ellenállásában is. Munkája a pesti Patzkó nyomdában látott napvilágot.

### Szakirodalom
- A magyar irodalom története III, szerk. Pándi Pál, Akadémiai Kiadó, Bp., 1965
- Új magyar irodalmi lexikon III, P-ZS, főszerk. Páter László, Akadémiai Kiadó, Bp., 1994
- Pethő Németh Erika, G. Sin Edit, Írók, költők Szentendrén: Pajor Gáspár (Tót-Lipcsei és Felső-Eőri), kiad. Pest Megyei Művelődési Központ és Könyvtár (PMKK), Pest Megyei Múzeumok Igazgatósága, Szentendre, 1990, 91.
- Szilágyi Márton, Kármán József és Pajor Gáspár Urániája, Debrecen, Kossuth Egyetemi Kiadó, Debrecen, 1998, 324-364.[halott link]
- Szinnyei József,  A magyar írók élete és munkái, Bp., kiad. Hornyánszky Viktor Akad. Könyvkereskedése, 1905 (A magyar könyvkiadók és könyvterjesztők egyesülése utánnyomat-sorozata), X.